# Арка Гави

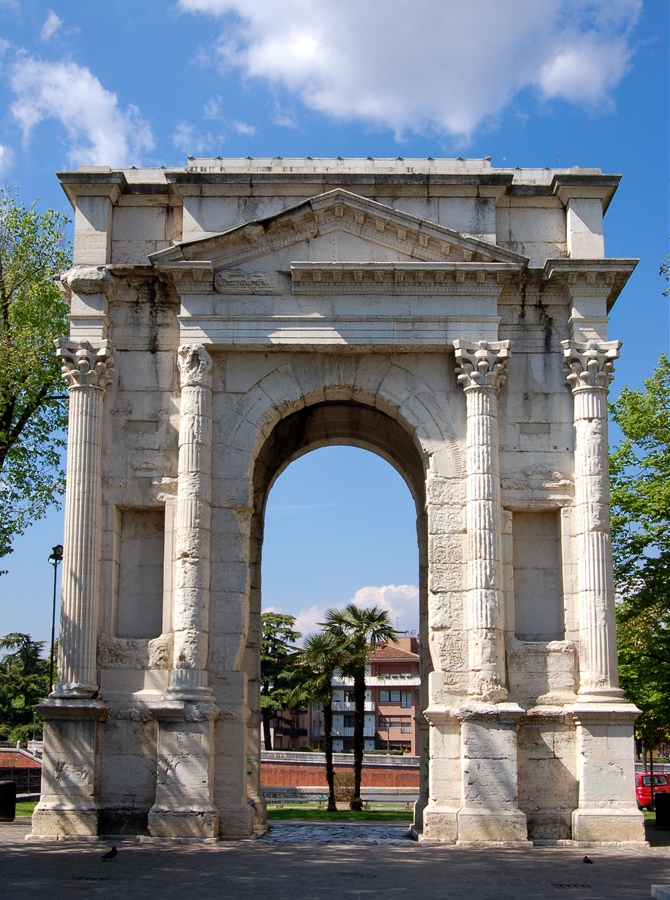
Арка Гави

Арка деи Гави (итал. Arco dei Gavi) — древнеримская триумфальная арка в городе Верона (Италия). Арка построена во второй половине I века архитектором Луцием Витрувием Цердоном, предположительно учеником и вольноотпущенником Витрувия, в честь рода Гавиа, наиболее знатной из веронских семей того времени. В 1805 году при завоевании Северной Италии Наполеоном арка была разобрана с целью обеспечить проезд обозов французских войск. В 1930 году арка была восстановлена из сохранившегося материала и перенесена на небольшую площадь Кастельвеккьо, где она находится по настоящее время. Высота памятника составляет 12,69 метра, длина по большей стороне — 10,96 метра, по меньшей — 6,02 метра. Центральный пролёт составляет 8,40 x 3,48 метра.

## Название
Род Гавиа был самой известной веронской семьёй римской эпохи, которую знали и в других итальянских городах. Имена некоторых членов семьи можно найти выгравированными на лоджии Римского театра в Вероне и в надписи, которая напоминает о том, что член рода Гавиа в своём завещании предусмотрел строительство акведука; сама арка Гави получила свое название от семьи Веронезе, которая её возвела, что подтверждается мемориальной надписью: CURATORES L[ARUM] V[ERONENSIUM IN HONOREM …] GAVI CA… DECURIONUM DECRETO.
На постаментах ниш, где вначале находились статуи покровителей, были указаны имена четырёх членов семьи Гавиа, которые до сих пор можно прочитать: Гай Гавий Страбон, Марк Гавий Макрон (оба сыновья Гая Гавия) и Гавия, дочь Марка Гавия; четвертое имя стёрто. Почти полная утрата основной надписи на фризе не позволяет узнать, кто финансировал строительство арки, муниципалитет или, что кажется более вероятным, один из членов той же семьи.

## История и архитектура
Арка имеет один пролёт, фасад украшен полуколоннами коринфского ордера на высоких цоколях по римскому образцу, а проём оформлен рустованной каменной кладкой. Арка возведена из квадров местного известняка. Под аркой сохранилась базальтовая мостовая древнеримской дороги. Вначале арку считали погребальным памятником или кенотафом из-за её расположения на Виа деи Сеполькри (Улице гробниц), однако её функция, скорее всего, была такой же, как и у многих других провинциальных арок, — символического памятника городским свободам, который обычно возводился по случаю события, имеющего большое значение для жителей.
Арка находилась близ часовой башни у замка Кастельвеккьо, а затем была включена в новые крепостные стены, возводимые с XII века. После этого арка изменила свою функцию, став городскими воротами под названием «Порта ди Сан-Дзено» (Ворота Святого Зенона, епископа Вероны). Во времена правления Скалигеров ворота были включены в оборонительную систему Кастельвеккьо, построенную во второй половине XIV века. В 1550 году Венецианская республика, во владении которой находилась Верона, уступила территорию вокруг здания частным лицам. Новый владелец решил освободить памятник, снеся средневековые стены и прислонённые к ним дома, и в конце концов построил собственные здания, сохраняя почтительное расстояние от арки.
В 1805 году, во время наполеоновской оккупации, французские военные инженеры осуществили демонтаж памятника по соображениям военной безопасности и дорожного движения: арка была тщательно обследована со всеми её каменными элементами и украшениями, чтобы обеспечить последующую реконструкцию. Однако основание сооружения не было удалено, оно было захоронено на протяжении столетий. Кроме того, в 1812 году веронский архитектор Джузеппе Барбьери распорядился смоделировать все отдельные каменные блоки из дерева в уменьшённом масштабе, после чего он создал модель, которая теперь хранится в археологическом музее Римского театра. Она оказалась особенно ценной для последующих реставрационных работ.
После многих лет предложений было решено собрать его заново методом анастилоза (воссоздания из подлинных фрагментов), разместить на площади рядом с Кастельвеккьо и добавить недостающие части. Работы были разрешены в 1931 году и проводились под руководством Антонио Авены и Карло Анти, в то время как отсутствовавший аттик был перепроектирован Этторе Фаджиуоли, который основывался на чертежах Андреа Палладио и обследованиях, проведённых перед демонтажом в 1805 году. Арка была окончательно открыта 28 октября 1932 года в рамках празднования десятой годовщины Марша Муссолини на Рим.

## Влияние
Наряду с другими знаменитыми древнеримскими сооружениями Арка Гави использовалась в качестве примера многими архитекторами и скульпторами, такими как А. Палладио, А. да Сангалло, С. Серлио, Дж. М. Фальконетто, М. Санмикели, её изображали на своих картинах Беллини и Мантенья. Особенно большое влияние она оказала на архитектуру Вероны, поскольку её общая схема воспроизводилась при строительстве порталов, алтарей и капелл в главных церквях Вероны и всей Северной Италии, например для капеллы семьи Пиндемонте в церкви Санта-Анастасия в Вероне.
Считается также, что Арка Гави является одним из ближайших прототипов Петровских ворот Петропавловской крепости в Санкт-Петербурге, памятника архитектуры петровского барокко. Д. Трезини, автор ворот, был в Вероне и безусловно видел арку.

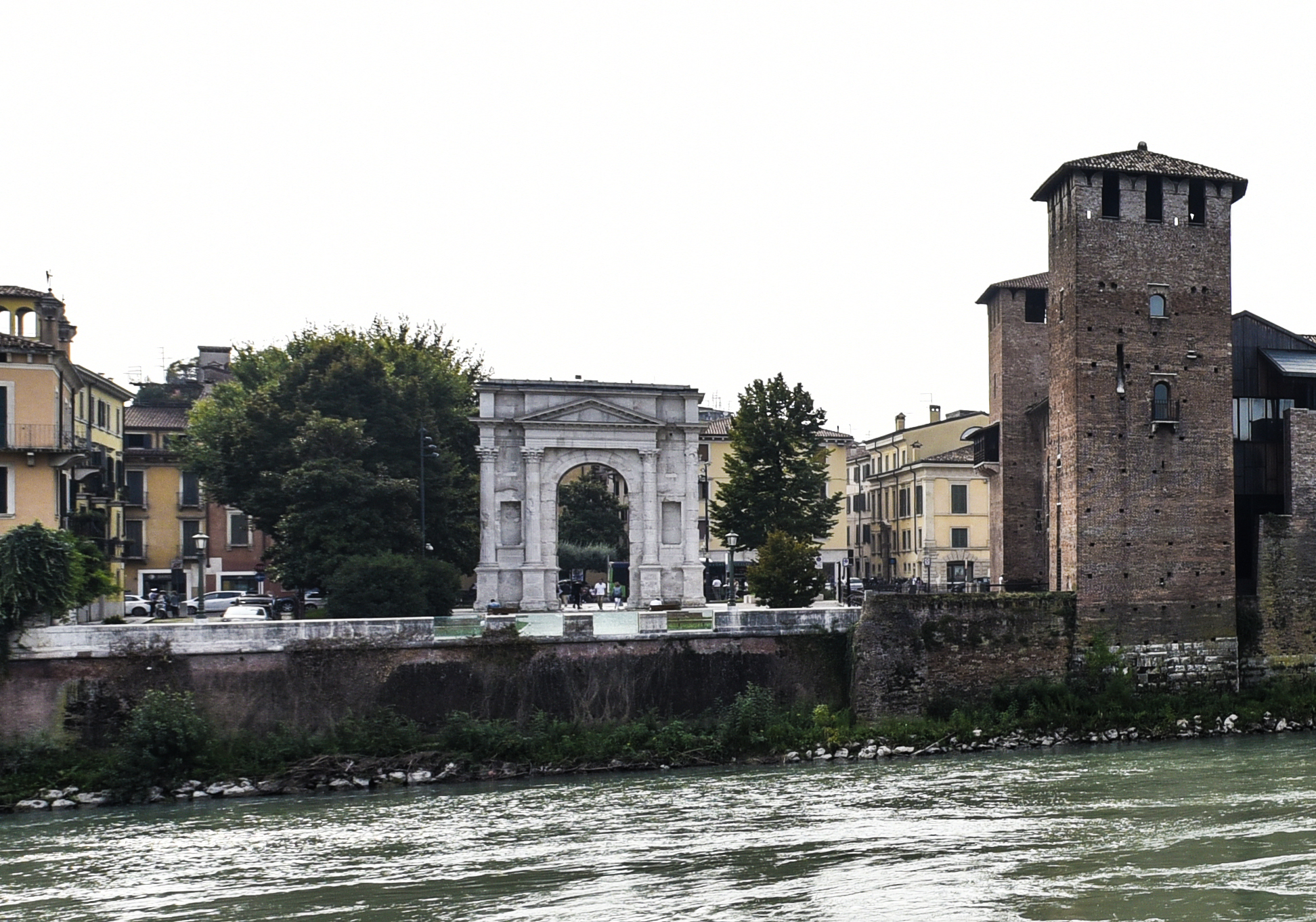
Арка в панораме города
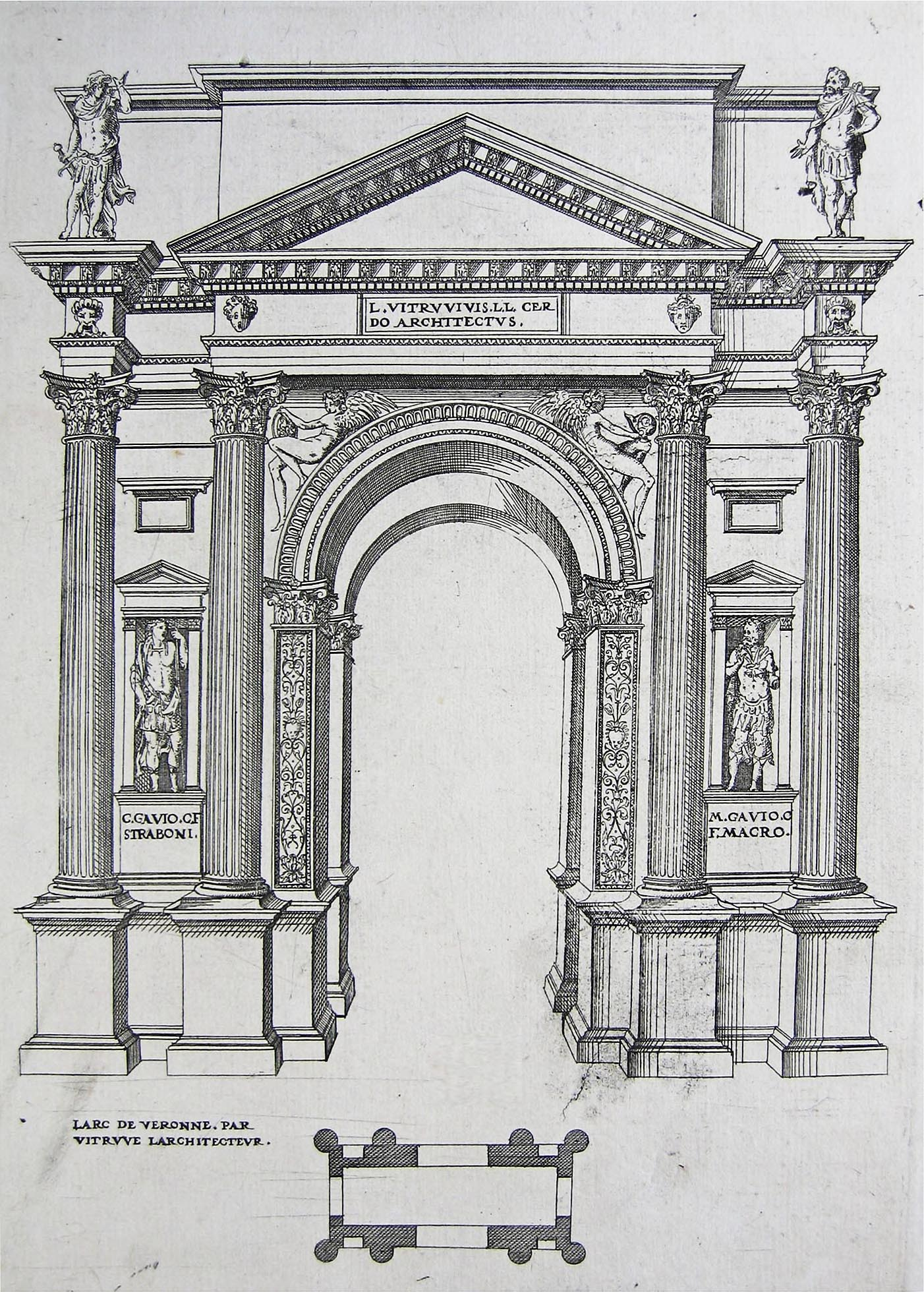
Арка Гави. Чертёж Ж.-А. Дюсерсо
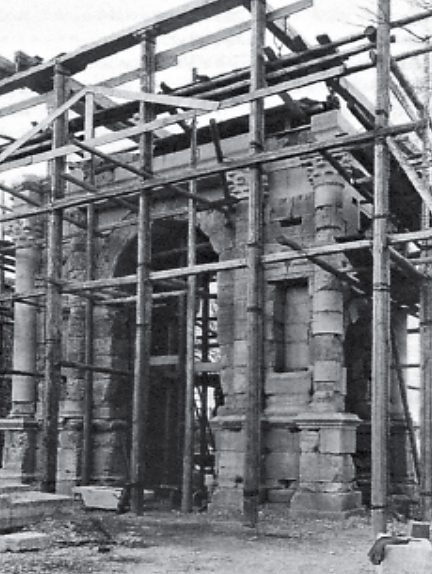
Реставрация арки
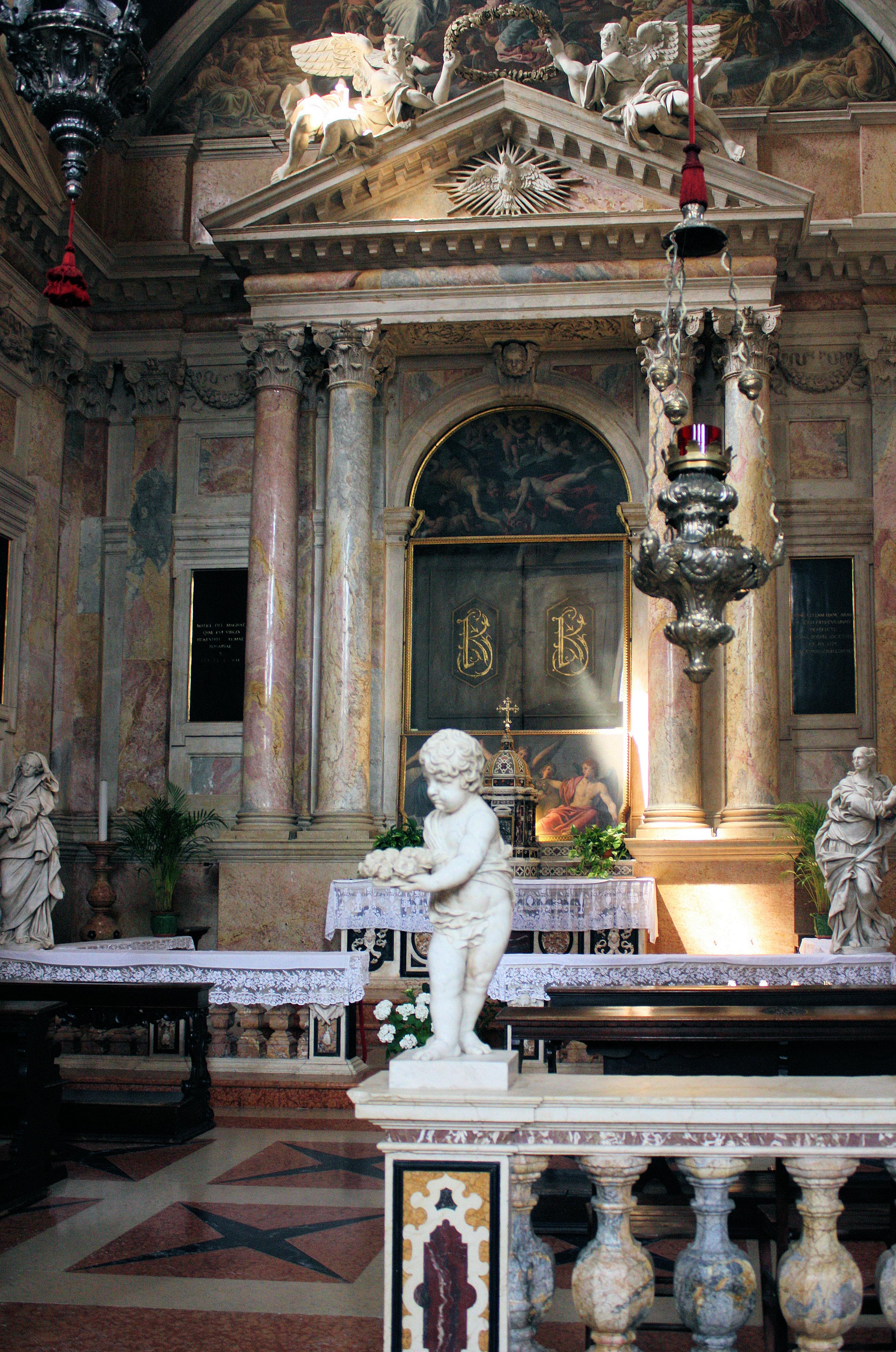
Капелла дель Розарио (Пиндемонте). Алтарь. Церковь Санта-Анастасия, Верона